# Клімов Василь Ігорович
Васи́ль І́горович Клі́мов (нар. 26 червня 1986, Кременчук, СРСР) — український футболіст, півзахисник.

## Біографія
Провів 1 матч за основу «Дніпра» в поєдинку Кубка України 21 вересня 2005 проти «Рави» (0:2), 
Клімов вийшов на 73 хвилині замість Сергія Мотуза. У липні 2006 року перейшов в полтавську «Ворсклу». 
У Вищій лізі дебютував 2 вересня 2007 року в домашньому матчі проти дніпропетровського «Дніпра» (2:1), 
Клімов вийшов на 68 хвилині замість Адріана Пуканича. Також в сезоні 2007/08 провів 3 матчі в Кубку України. В основному Василь Клімов грав у дублі, де часто виконував пенальті. 
Летом 2008 года перешёл в родной кременчугский «Кремень» в статусе свободного агента
Влітку 2008 року перейшов в кременчуцький «Кремінь» у статусі вільного агента. 